# Yevgueni Slutski
Yevgueni Yevguénievich Slutsky (en ruso: Евгений Евгениевич Слуцкий; (en ucraniano: Євген Євгенович Слуцький Yevhén Yevhénovich Slutskiy); 7 de abril de 1880, Ucrania - 10 de marzo de 1948) fue un matemático, estadístico y economista soviético de comienzos del siglo XX.

## Trabajos en Economía
Es principalmente reconocido por su estudio de las relaciones derivadas de la bien conocida Ecuación de Slutski, ampliamente utilizada en la teoría del consumidor, en Microeconomía, para separar el efecto sustitución del efecto renta/ingreso en el cambio de consumo total de un bien que se produce frente a un cambio de precio de este último, o de un bien con una relación cruzada de consumo con el bien estudiado, ya sea sustituto o complementario.

## Trabajos en Matemáticas y Estadística
Sus principales aportes se abocaron al ámbito de la teoría de la probabilidad, como el teorema de Slutsky, y particularmente al estudio de los procesos estocásticos.